# Burangkeng
Burangkeng is een bestuurslaag in het regentschap Bekasi van de provincie West-Java, Indonesië. Burangkeng telt 19.664 inwoners (volkstelling 2010).